# Ada (programmeringssprog)
 For alternative betydninger, se Ada. (Se også artikler, som begynder med Ada)
Ada er et struktureret programmeringssprog med statisk typetjekning, som er en videreudvikling af Pascal, der var fæstet stor lid til i 1970'erne og 1980'erne.
Ada er det første[kilde mangler] internationalt standardiserede objektorienterede programmeringssprog. Den seneste udgave af standarden er fra 2012 med korrektioner 2016. ISO forventes at godkende en opdatering i 2021.

## Fordele
Ada-oversætteren tjekker kildeteksten meget grundigt. Fejl findes tidligere end ved for eksempel C++.

## Brug
Ada bruges ofte i indlejrede systemer såsom satellitter, rumraketter, flyvemaskiner og jernbanesystemer, hvor sikkerhed skal være i top.

## Historie
Den første udgave blev designet i slutningen af 1970'erne af Jean Ichbiah. Ada blev udvalgt af USA's forsvarsministerium (Department of Defense, DoD)) i 1979 blandt flere forslag til et nyt generelt sprog, som alle nye programmeringsprojekter udført for USA's militær i princippet skulle skrives i. Sproget fik aldrig den altoverskyggende dominans, som det var spået. DoD har også slækket på sine krav på dette felt.
Ada er opkaldt efter matematikeren og opfinderen Charles Babbages gode ven og kollega Lady Ada Lovelace, der i øvrigt var datter af digteren Lord Byron. Charles Babbage anses af mange for at være opfinderen af computeren. Charles Babbage beskrev i 1800-tallets victorianske England en dampdrevet mekanisk computer kaldet "The Analytical Engine", og det har vist sig, at den faktisk ville have virket.

## Syntaks
Populært sagt er Ada en blanding af C++ og Java, pakket ind i en Pascal-lignende syntaks. Udover det disse sprog byder på, så har Ada også parallelprogrammering bygget ind i sproget. I Ada skelnes typer på deres navn og ikke bare på hvilke værdier typen kan indeholde. Her er der et eksempel på at man ikke uden videre kan blande æbler og pærer selvom de to typer tillader de samme værdier:
```
declare

   
type
 
Antal_Æbler
 
is
 
0
 
..
 
12
;

   
type
 
Antal_Pærer
 
is
 
0
 
..
 
12
;

   
Æbler
 
:
 
Antal_Æbler
 
:=
 
3
;

   
Pærer
 
:
 
Antal_Pærer
 
:=
 
5
;

begin

   
if
 
Æbler
 
>
 
Pærer
 
then
 
--<-- Her vil oversætteren fortælle at Æbler og Pærer ikke kan sammenlignes, da det er forskellige typer.

      
...

   
end
 
if
;

end
;

```

## At komme i gang
Hvis man vil i gang med at programmere i Ada, kan man hente Ada-standarden og GNU-projektets Ada-oversætter, GNAT, gratis på nettet. Der ligeledes en wikibog om Ada-programmering (på engelsk).